# Agra de Vales
Agra de Vales (en gallego y oficialmente, A Agra de Vales) es un lugar situado en la parroquia de Arzúa, del municipio de Arzúa, en la provincia de La Coruña, Galicia, España.

## Demografía
| Gráfica de evolución demográfica de Agra de Vales entre 2000 y 2018 |
|                                                                     |
| Población de derecho según el padrón municipal del INE              |